# AMD K9
Az AMD K9 egy elkezdett, de meg nem valósított mikroarchitektúra – az AMD tervezte, ezzel akarták felváltani a K8 architektúrájú processzorokat. Lényege, hogy kétmagos feldolgozást biztosít.

## Fejlesztés
A K9 eredetileg egy nagyra törő, egy órajelciklus alatt 8 utasítás kibocsátására képes mag lett volna, amelyet a K7 vagy K8 processzormag újratervezésével készítettek volna el. A K9-ről szóló hírek a 2003-as Comdex kiállítás idején kezdtek terjedni, az AMD egy fejlesztési ütemtervéből kiindulva. A tervezés egy szakaszában a projekt a Greyhound nevet kapta az AMD-nél, és a K7 tervezőcsapat dolgozott rajta 2001 elejétől kezdve, az A0 jelű revízió 2003-ra jutott volna a tape-out fázisba. Ebben az L1 utasítás-gyorsítótárba kerültek a dekódolt utasítások, ami lényegében ugyanaz, mint az Intel nyomkövető végrehajtási gyorsítótára (trace cache) a Pentium 4 processzorban.
Nyilvánosságra került egy nagy párhuzamosságú CPU tervezési koncepció is, amely az igen sok szálon futó alkalmazásokat támogatja, és a K8 utódjába tervezték beépíteni. A projektet a hírek szerint törölték, a specifikációs fázisban, hat hónapi munka után, mivel a processzor túlságosan is a többszálú működésre koncentrált és az egyszálas teljesítménye gyenge volt, emiatt nem bírta volna a versenyt a konkurenciával. Az új koncepciókat az AMD 10h (avagy K10) mikroarchitektúrában vezette be.
Egy időben K9 volt a kétmagos AMD64 processzorok, pl. az Athlon 64 X2 márka belső kódneve is, de később az AMD elhagyta a régi K sorozat elnevezési gyakorlatot és inkább a különböző piaci szegmensekre szabott termék-portfoliókat igyekszik alkalmazni.

## Fordítás
Ez a szócikk részben vagy egészben  az   AMD K9 című angol Wikipédia-szócikk ezen változatának fordításán alapul.  Az eredeti cikk szerkesztőit annak laptörténete sorolja fel. Ez a jelzés csupán a megfogalmazás eredetét és a szerzői jogokat jelzi, nem szolgál a cikkben szereplő információk forrásmegjelöléseként.